# Rumini Datolyaparton
A Rumini Datolyaparton Berg Judit 2011-ben megjelent meseregénye, a Rumini sorozat ötödik kötete. A Szélkirálynő nevezetű háromárbócos teherszállító vitorlás legénysége ezúttal Datolyapartra hajózik. Ám miután egy kalóztámadás során a hajójuk elvész, egy nem várt háborúskodás közepébe csöppennek: újdonsült barátjuknak vissza kell szereznie a tőle igazságtalanul elkobzott trónt, az Illa-berekben élő varázsló titokzatos zöld kövekbe akarja zárni az éltető napfényt, s ennek tetejében az egértengerészeket elrabolják a vérszívó, feketeszárnyú denevérek. Sok-sok kalandban lesz részük, s természetesen a regény végén hazautazhatnak, immár egy hajópapagájjal gazdagodva.

## Cselekmény
|  | Alább a cselekmény részletei következnek! |

A Szélkirálynő legénysége részt vesz Galléros Fecó és menyasszonya, Szimathy Johanna esküvőjén, ahol Rumini és Balikó megismerkednek Sajtos Rozival, és Burzen Kázmér főpohárnok fiával, a szemtelen és kényes Burzen Rikárdóval. A főpohárnok kérésére a kapitány felveszi Burzen Rikit Fecó megüresedett helyére hajósinasnak, az újdonsült férj pedig régi barátainak ajándékozza naplóját és derengőjét.
A kényes, lusta fiú érkezése sok gondot és kellemetlenséget zúdít egértengerészeink nyakába. Datolyapart  közelében a Szélkirálynőt kalóztámadás éri, s a tengeri haramiák csónakba téve útjukra bocsátják a pórul járt egereket.
Rumini talpraesettségének köszönhetően eljutnak Mokka-szigetére, itt pedig a kapucsínus szerzetesek adnak szállást nekik az apátságban. Rumini éjszaka a fölöttük lévő szobából hallatszódó beszélgetésfoszlányokra ébred. Feloson, és kihallgatja a beszélgetést, amely Datolyapart törvényes ura, az igazságtalanul száműzött Elbán herceg és két denevér közt folyik. Megtudja, hogy Galléros Fecó fogadott testvérére, Doppler Tóni már egy hónapja eltűnt, és semmi hír róla. Visszaoson a szobájukba, ám ekkor egy hatalmas vérszívó denevért pillant meg Balikó ágyán. Elkeseredetten védekezik, s kiáltására a fenti szobából a segítségére sietnek. Szerencsére senkinek nem esik baja, de a herceg rejtekhelyét felfedezte a támadó, így máshol kell elbújnia. Mint kiderül, a feketeszárnyúak kegyetlen és vérszomjas sereget alkotnak.
Másnap reggel Rumini beszámol Balikónak az éjszaka történtekről, és Makkiátó apát bemutatja Elbán herceget a tengerészeknek. Még aznap Datolyapartra, Pálmatő falujába hajóznak, a herceget egy kosárban rejtegetve, Dundi Bandit (súlyos sérülései miatt) a kapucsínusoknál hagyva. A csapatot a falu elöljárója fogadja. Pitymallatkor Elbán társaival útra kel. A Szélkirálynő matrózai elindulnak az új fővárosba, Lovettába (a régi kalózok tanyájává vált), hogy segítséget kérjen Herdál királytól. A kapitány parancsára, lerövidítvén az utat, átvágnak az erdőn, s nemsokára rátalálnak egy vízmosásra.
A két jó barát leereszkedik ivóvízért, lent Rumini egy zöld kőre bukkan. Ám hirtelen nyílzápor lepi meg őket, s öt tollas fejű erdőlakóval, ripacsokkal találják szemben magukat. Az egerek a Cukota-hasadékban éjszakáznak, s hajnalban a harcosok elindulnak velük a falujukba, Apacukába, ahol némi nézeteltérés után összebarátkoznak. Bubucs és Grimbusz Miska elmeséli Rumininek és Balikónak, hogy az Illa-berekben élő varázsló, Metamor zöld köveket, vagyis derengőket gyűjt, amelyeket a ripacsok a nyakukban hordanak, s azokba zárja a napfényt, így segítve feketeszárnyú denevér barátait, és hogy Illahó meg Kobaga, két ripacs harcos is a celláiban raboskodik.
Eközben Herdál király meglátogatja Anomália úrnőt, aki legnagyobb örömére megígéri, hogy hozzá megy feleségül.
Két ripacs harcossal az élen, a Szélkirálynő hajósai Lovetta felé veszik útjukat. Útközben az egereket elrabolják a vérszívók, és az Illa-berekbe viszik őket. Rikárdó árulásának köszönhetően Metamor megkaparintja Galléros Fecó derengőjét. Rumini, Balikó és Riki a varázslónál maradnak, hogy megmutassák az utat a varázslónak Apacukába. A többiekkel a feketeszárnyúak Kaptár-hegyre repülnek. Metamor elbeszélget Rikárdóval, akitől megtud egyet s mást, majd miután mindhármukat egy kis szobába zárja, elindul megkeresni a Szélkirálynőt. Eközben Balikót egy skorpiócsípés éri, melyet Rumini a Cukota-hasadékban talált kisebb derengővel enyhít.
Bojtos Benedek legényei a hegy egyik tágas csarnokában töltik az éjszakát, ahol találkoznak Doppler Tóni unokatestvérével, Doppler Árminnal, és ismét üdvözölhetik Elbán herceget. A rabszolgáktól azt is megtudják, hogy egy titkos járatot ásnak, melyen át az út a szabadba vezet. A Szélkirálynő legénysége megígéri, hogy segít a munkában.
A varázsló az éj leple alatt ellátogat a Szélkirálynőre, és megszerzi a Rumini és Balikó hátizsákját, bennük a kincset érő látószelencével, láthatatlanná tevő kalappal, és Fecó naplójával, reggel még a kis derengőt is elveszi tőlük. Alkut ajánl Rumininek, hogy ha megszerzi a Kamandukot (egy tégla nagyságú derengőt), a ripacsok legfőbb kincsét, Balikó kaphat a skorpiócsípést gyógyító szerből, de ha nem, Balikó meghal. Két vérszívó denevér a tisztásra repíti az egérfiút, ahol elrabolták a matrózokat. Itt egy rezgőjelzőt adnak neki, így értesíteni tudja őket, ha megtalálta a követ.
A következő napon Rinya, Metamor papagája addig bizonygatja Balikónak, hogy tudja, hol a varázsszertár, míg a kisegér vele nem tart. Itt a madár megmutatja neki a skorpiócsípést gyógyító orvosságot, de miután az egérmatróz felhajtotta, eltitkolja gyógyulását. Megpillantja a láthatatlanná tévő kalapot, s Rinya a varázscérna fiókját is kinyitja neki. Balikó titokban elcseni a gomolyagot és a kalapot, majd a betegszobába érve gyorsan megvarrja, ezután kisurran az ajtón.
Rumini egy szerencsés véletlen folyamán megismerkedik Doppler Vincével, Doppler Tóni unokaöccsével, akivel rátalálnak az Apacukába vezető ösvényre. Útközben találkoznak Grimbusz Miskával, aki a faluba vezeti őket.
A varázsló rájön, hogy Balikó eltűnt. A denevéreket az Illa-berekbe küldi, a szolgák pedig a tornyot fésülik át egy hangfogó segítségével. A szerkezet a kisegeret szívverése alapján azonosítja, így amikor Burzen Riki közelében lepleződne le, Metamor azt hiszi, csak Burzen Riki szívdobogását ismerte fel a gépezet, s ráparancsol a szolgáira, hogy alulról felfelé kutassák át a tornyot, s a már ellenőrizett szobákat zárják be.
Az egerek erejének köszönhetően szabaddá válik az út a szökni vágyók előtt, ám egy Fáma nevű papagáj észreveszi őket. Negró figyelmeztetésére Dolmányos papa megpróbál kitalálni egy masinát, amely zajt kelt a távollétükben, hogy ne fedezzék fel egyből az eltűnésüket.
Apacukába érve Rumini a ripacsok segítségével nekilát elkészíteni az ál-Kamandukot. Ám a két feketeszárnyú denevér lesben állva elragadja őt a tollas fejű dzsungellakók valódi kövével együtt. A ripacsok árulónak nyilvánítják az egereket, elindulnak leszámolni velük (főként Ruminivel), és visszaszerezni a Kamandukot.
Balikó (miután egy „élesztőt” zsebre vág) véletlenül kővé változtatja egyik karját. Ezután a világítótorony tömlöcéhez megy, ahol megtalálja Doppler Tónit, majd fültanúja lesz annak, amint Rumini visszatértekor Metamor azt hazudja barátjának, hogy ő maga meghalt.
A Reggeli Papagájok Dorgál király idején az igaz híreket közölték a néppel, de mikor Herdál került trónra, csak a hazugságokat és a pletykákat szabadott hirdetni. Amikor Elbán herceg megígéri, hogy visszaállítja a régi rendet, a papagájok segítségével a Kaptár-hegy foglyai együtt szabadulhatnak fogságukból.
Miután jól belaktak, Balikó és Doppler Tóni megkeresik Ruminit, aki boldogan látja viszont elsiratott barátját. Reggel Metamor a torony csúcsába viszi Ruminit, Balikó pedig követi őket, s napnyugtakor a varázsló a Kamandukba zárja a napfényt. Doppler Tóni az unokaöccse keresésére indul, s rá is talál Vincére. Eközben Makkiátó apát megmutatja Dundi Bandinak néhány becses találmányát.
A szökevények megérkeznek Lovettába, ahol Jusztis mester ad szállást nekik az Ugye bárban. Hajnalban Bulvár Boldizsár közreműködésével Elbán herceg bejut nagybátyja szobájába, s mikor elsötétedik az ég, ráveszi a szövetségre.
Metamor egy szobába zárja Ruminit, s egy varázslat segítségével a terem rabjává teszi. Ezután Miron grófot csapata felével Lovettába küldi. Reggel a két egérfiú sötétségre ébred. A fura jelenség láttán láthatatlan barátunk, mivel ő nem foglya a szobának,a lépcsőn indul útnak, míg a másik egérmatróz a torony falán mászik fel a csúcsra. Itt azonban meghökkentő látvány fogadja őket: Riki és Rinya kővé vált alakja emeli a Kamandukot a nap felé.
Herdál király megszökik az Ametiszt nevű hajóján. Elbán herceg Lovettában, hála a hirtelen, csoda folytán visszajött napfénynek, győzelmet arat Ultra Miron elitalakulatán. Eközben Doppler Tóni és Doppler Vince a rezgőjelző segítségével (mivelhogy azt még Rumini adta Doppler Vincének Apacukában) más irányba terelik a feketeszárnyú sereg Illa-berekben maradt hányadát, így a Kamanduk keresésére indult ripacsoknak sikerül lenyilazniuk a denevérsereget.
Rumini a Balikó által talált „élesztőt” Rikire és Rinyára hinti, így feléleszti őket. Ekkor azonban egy villámcsapás formájában száguld ki a Kamandukból a bezárt napfény. A villám Metamor gyűrűjébe csap, tönkretéve azt. Ezután tovább száguldva belecsapódik a toronyba, ami ennek következtében felgyullad. A varázsló akaratlanul is elkezdi változtatni az alakját, míg végül Anomália úrnő testében reked. Ezalatt Rumini a ripacsok kövét, Balikó a derengőket veszi magához. Anomália-Metamor három vérszívó denevér segítségével elindul Mokka-szigete felé, a három egérfiú és Rinya pedig Illahó és Kobaga, a rab ripacsharcosok keresésére indul.
A denevérek a kapucsínusok szigetére repülnének, ám a varázsló súlyát nem bírván, az Ametiszten landolnak. Anomália óhajára a szerzetesek szigetére hajóznak. Az úrnő éjszaka az apát dolgozószobájába oson, hogy összekotyvasszon egy főzetet, mellyel szert tehet egy kis varázserőre. Ám Dundi Bandival találja szembe magát, s miután átverte, az egérfiú kíséretében visszatér a szobájába. Mikor a dagi egérmatróznak ezébe jut, hogy Makkiátó kérésére nem zárta be a dolgozószoba ajtaját. Felkel hát, de mikor belép a szobába, az úrnő ruhájában pillantja meg a varázslót, s tudtára jut annak gonosz szándéka. Csellel pókká változtatja, majd egy befőttesüvegbe zárja Metamort.
Rumini és Balikó a cellában rátalál a már elgyengült ripacsokra, s miután erőre kaptak, a torony tövében bevárják Tónit és Vincét, nemsokára a többi tollas fejű erdő lakó is megérkezik. Mindannyian értesülnek az elmúlt napok eseményeiről, s éjfél után Rumini és Balikó a két Doppler fiúval Lovettába repülnek. Mint kiderül, Herdál király szégyenében földönfutóvá lett. A koronázási ünnepség után az a Szélkirálynő hazatér Egérországba, újdonsült hajópapagájukkal, Rinyával.
|  | Itt a vége a cselekmény részletezésének! |

## Szereplők
- Rumini a főszereplő
- Balikó Rumini legjobb barátja, és társa minden csintalanságban
- Negró a fedélzetmester
- Bojtos Benedek a hajó kapitánya
- Sebestyén a kormányos
- Ajtony a szakács
- Cincogi doktor a hajó orvosa
- Dolmányos papa a hajó ezermestere
- Dundi Bandi gyáva, de jószívű matróz
- Roland
- Sajtos Pedro az őrszem
- Tubák a hallgatag matróz
- Brúnó
- Frici
- Fábián
- Galléros Fecó
- Szimathy Johanna Szimathy Szaniszló lánya, Fecó menyasszonya
- Szimathy Szaniszló Szimathy Johanna édesapja
- Sajtos Pablo Sajtos Pedro unokatestvére
- Sajtos Rozi Sajtos Pablo lánya
- Szkander Bob
- Csiriz
- Cupák
- Burzen Kázmér gróf a király főpohárnoka
- Burzen Rikárdó gróf
- Miszlik Medárd a hajó kalózkapitánya
- Stika
- Jatagán
- Makkiátó apát
- Szimpla testvér
- Melanzs atya
- Elbán herceg a trónörökös
- Radar Benő
- Doppler Tóni a denevér
- Doppler Vince a denevér, Doppler Tóni unokaöccse
- Doppler Ármin a denevér, Doppler Tóni unokatestvére
- Herdál a trónbitorló
- Anomália úrnő Herdál felesége
- Ultra Miron gróf a feketeszárnyú denevérek fővezére
- Pálmatő elöljárója
- Bubucs
- Grimbusz Miska
- Illakava
- Illatica
- Illahó
- Illacilla Illatica gyermeke
- Tantusz  a ripacsok törzsfőnöke
- Kobaga Tantusz tanítványa
- Metamor a varázsló
- Grilla
- Kiró
- Nyifa
- Aku
- Fáma
- Jusztis mester az Ugye bár tulajdonosa
- Vegzál admirális
- Bulvár Boldizsár
- Pingál mester az udvari festő

## Helyszínek
- Egérváros
- Kaptár-hegy
- Mokka-sziget
- Anomália úrnő vára
- Cukota-hasadék
- Apacuka
- Lovetta
- Illa-berek
- Pálmatő